# Cardiopatia hipertensiva
La cardiopatia hipertensiva inclou una sèrie de complicacions de la pressió arterial alta que afecten el cor. Si bé hi ha diverses definicions de la cardiopatia hipertensiva en la literatura mèdica, és el terme més utilitzat en el context de les categories de codificació de la Classificació Internacional de Malalties (CIM). La definició inclou la insuficiència cardíaca i altres complicacions cardíaques de la hipertensió quan hi ha una relació causal, establerta o implícita, entre la malaltia cardíaca i la hipertensió en el certificat de defunció.
D'acord amb la CIM-10, la cardiopatia hipertensiva (I11), i les seves subcategories: cardiopatia hipertensiva amb insuficiència cardíaca (I11.0) i la malaltia cardíaca hipertensiva sense insuficiència cardíaca (I11.9) es distingeixen de les cardiopaties reumàtiques cròniques (I05- I09), altres formes de malalties del cor (I30-I52) i les cardiopaties isquèmiques (I20-I25). No obstant això, atès que la hipertensió arterial és un factor de risc per l'ateroesclerosi i la cardiopatia isquèmica, les taxes de mortalitat per la cardiopatia hipertensiva proporcionen una mesura incompleta de la càrrega de morbiditat deguda a la hipertensió arterial.
El 2013 la cardiopatia hipertensiva va provocar en 1.070.000 de morts, venint de 630.000 morts el 1990.

## Signes i símptomes
Els símptomes i signes de la cardiopatia hipertensiva dependran de si s'acompanya o no d'insuficiència cardíaca. En absència d'insuficiència cardíaca, la hipertensió, amb engrandiment del cor o sense (hipertròfia ventricular esquerra) és generalment asimptomàtica.

## Epidemiologia

Anys de vida ajustats per discapacitat per a la cardiopatia hipertensiva per 100.000 habitants en 2004.
sense dades
menys de 110
110–220
220–330
330–440
440–550
550–660
660–770
770–880
880–990
990–1100
1100–1600
més de 1600